# ساميثي (قمر)
قمر ساميثي هو أحد أقمار كوكب نيبتون الطبيعية الغير نظامية، ويُسمي أيضًا بقمر نيبتون العاشر (بالإنجليزية:Neptune X)، وهو يدور في حركة تراجعية أي عكس دوران كوكب نيبتون، وسُمي بهذا الاسم تيمنًا بحوريات البحر في الأساطير الإغريقية.
تم اكتشاف قمر ساميثي بواسطة سكوت شيبارد وديفيد جويت في عام 2003 باستخدام مرصد سوبارو ذو المرآتان بقطر 8.3 متر، وقبل الإعلان عن اسمة رسميًا في 3 فبراير 2007 كان معروفا بالتسمية المؤقتة إس/2003 إن 1.
ويُقدر قطر قمر ساميثي بحوالي 38 كيلو متر، ويدور حول كوكب نيبتون على بُعد 25.7 و 67.7 مليون كيلومتر (من أجل المقارنة، فكوكب عطارد يدور حول الشمس على مسافة 46 و 69.8 مليون كيلو متر) ويستغرق 25 سنة أرضية لكي يُكمل دورة كاملة حول كوكب نيبتون، ومدار هذا القمر يُشبه نظريًا في دورانه نطاق هيل لكوكب نيبتون، ونظرًا للشبه بين البيانات المدارية للقمر ساميثي والقمر نيسو (S/2002 N 4)، فيُعتقد بأن لهما أصلًا مشُتركًا حيث يُعتقد أنهما نتاج لانفجار قمر كان أكبر حجمًا، حيث أن كلاهما يبتعدان عن كوكبهما بمسافة أكبر من أي قمر آخر في المجموعة الشمسية.

## روابط خارجية
- Neptune's Known Satellites (b
- S/2003 N1 Neptune Satellite Movie Images (image)
- MPC: Natural Satellites Ephemeris Service
- Mean orbital parameters (NASA)
- IAUC 8193